# Sherlock Holmes: Hra stínů
Sherlock Holmes: Hra stínů (Sherlock Holmes: A Game of Shadows, 2011) je pokračování filmu Sherlock Holmes (2009) s Robertem Downeym jako Sherlockem Holmesem a Judem Lawem jako jeho společníkem dr. Watsonem. Film režíroval Guy Ritchie.
Příběh je volně inspirován Doylovou povídkou Poslední případ – hlavním nepřítelem Sherlocka Holmese je profesor Moriarty, který se mihl už v prvním díle a kterému pomáhá plukovník Sebastian Moran. V úvodu filmu se také objevila Irene Adlerová, významnější ženskou roli ale představovala cikánka Sim. Vystoupil zde i Sherlockův bratr Mycroft Holmes, v prvním díle pouze zmiňovaný.
Na rok 2021 je naplánováno pokračování, opět s Downeym a Lawem v hlavních rolích. Snímek by měl zakončit tuto trilogii. 

## Příběh
Děj probíhá stejně jako první díl v roce 1891. Na začátku je profesorem Moriartym otrávena Irene Adlerová, která je sice v jeho službách, ale pro svůj vztah k Sherlocku Holmesovi se stala nespolehlivou.
Holmes vyšetřuje řadu bombových atentátů a další zločiny, které zasáhly Evropu a jejichž strůjcem je podle jeho názoru profesor Moriarty. Watson se s Holmesem v předvečer své svatby vydává do zábavního klubu na rozlučku se svobodou. Tam Holmes zachrání cikánskou věštkyní Simzu před kozákem, který byl najat, aby ji zabil. Simza je ve spojení se svým bratrem Reném, členem pařížské anarchistické skupiny napojené na Moriartyho.
Po Watsonově svatbě se Holmes setkává s Moriartym, ten odmítá nechat novomanžele Watsonovy na pokoji, pokud Holmes bude pokračovat v pátrání. Holmes proto nasedá do vlaku do Brightonu, kterým novomanželé odjíždějí na svatební cestu, s nimi jsou ale ve vlaku i Moriartyho lidé s arzenálem zbraní. Během bitvy Holmes vyhodí v příhodném místě Mary do řeky, zatímco s Watsonem zlikvidují nepřátele a pokračují dále do Francie.
Tam najdou v cikánském táboře Sim, která je od té doby doprovází. V Paříži se setkávají se šéfem anarchistické skupiny, který vzápětí spáchá sebevraždu. Z rozhovoru a stop Holmes odvodí, že Moriarty umístil bombu do pařížské opery. Byla to ale past, hrána byla jen obyčejná opera Dona Giovanniho. Bomba vybuchne v blízkém hotelu na srazu průmyslníků a obchodníků, ještě před tím je však na místě Moriartyho pomocníkem Moranem zastřelen Meinhart, majitel německé továrny na zbraně.
Moriarty převezme Meinhartovu továrnu, a Holmesova skupina se proto přesunuje do Německa. Holmes při pátrání v továrně odhalí, že cílem Moriartyho akcí je vyvolat světovou válku, na které by vydělaly jeho továrny na zbraně a léky. Moriarty se Holmese zmocní a mučením ho vyslýchá, zatímco venku na Watsona útočí z věže Moran. Watsonovi se podaří dělem sestřelit celou věž, která se zřítí na továrnu, a vysvobodí tak Holmese. Hlavní trojice pak prchá lesem, zatímco jsou pronásledováni Moriartyho lidmi a ostřelováni těžkou technikou.
Po úspěšném útěku jedou do Švýcarska na mírovou konferenci v Reichenbachu, která hostí nejvýznamnější státníky a kam se dostavují také Moriarty a Mycroft. Holmes zjistí, že se chystá atentát, který má provést plastickou chirurgií změněný René. Watson a Sim ho nakonec poznají mezi velvyslanci a atentátu zabrání, René je ale vzápětí zavražděn Moranem.
Venku na balkóně nad vodopádem zatím dochází k rozhodujícímu střetnutí mezi Holmesem a Moriartym. Holmes odhaluje Moriartyho plány, ten ale oponuje, že jen využívá lidské přirozenosti a že válka je jen otázkou času. Z rovnováhy Moriartyho vyvede až Holmesovo oznámení, že mu během výslechu v továrně vyměnil diář s poznámkami o jeho zločinech, ten poslal do Londýna a na základě údajů v něm inspektor Lestrade zkonfiskoval profesorův majetek. Schyluje se k potyčce, zraněný Holmes si uvědomuje, že nemá šanci zvítězit, a proto oba strhává přes zábradlí do vodopádu.
Na závěr se Watsonovi vrací z Holmesova pohřbu (byť jeho tělo se nenašlo) a chystají se konečně na svatební cestu. Když Watson odejde ze své kanceláře, vynoří se na stejném místě Holmes z přestrojení.

## Obsazení
| Robert Downey, Jr. | Sherlock Holmes           |
| Jude Law           | Dr. John Watson           |
| Jared Harris       | profesor Moriarty         |
| Paul Anderson      | Sebastian Moran           |
| Rachel McAdams     | Irene Adlerová            |
| Noomi Rapace       | Simza Heronová            |
| Stephen Fry        | Mycroft Holmes            |
| Kelly Reilly       | Mary Morstanová-Watsonová |
| Eddie Marsan       | inspektor Lestrade        |
| William Houston    | strážník Clark            |
| Geraldine James    | paní Hudsonová            |

## Výroba
V říjnu 2010 se natáčela jedna scéna v Richmond Parku v Londýně.
O tom, kdo bude hrát Moriartyho se dlouho spekulovalo, před natáčením prvního dílu to měl být Brad Pitt, později se uvažovalo i o Gary Oldmanovi, Danielu Day-Lewisovi, Seanu Pennovi a Javieru Bardemovi.
Hudbu k filmu nahrávala také romská kapela z stredního Slovenska.

## Recenze
- Karolína Černá, Film CZ, 6. ledna 2012  [6]
- Eliška Bartlová, Červený koberec, 6. ledna 2012  [7]